# John Entwistle
John Alec Entwistle (Londen, 9 oktober 1944 – Las Vegas, 27 juni 2002) was een Engelse bassist, songwriter, zanger en hoornspeler, die vooral bekend is geworden als bassist van de Britse rockband The Who. Hij wordt beschouwd als een van de grootste, meest gewaardeerde en invloedrijkste rockbassisten aller tijden, vooral omdat hij een agressieve en leidende rol had in de nummers die hij speelde. Hij beïnvloedde zowel generatiegenoten en jongere bassisten onder wie John Deacon (Queen), Les Claypool, Steve Harris, Lemmy Kilmister, Geddy Lee, Phil Lesh, Noel Redding, Billy Sheehan, Chris Squire en Mike Watt.
Entwistle ontwikkelde met zijn stijl het potentieel van de basgitaar als een leidend muziekinstrument, gebruikmakend van felle pentatonische lead lines en een 'hoog' geluid dat vrijwel niet eerder te horen was in de vroege sixties. Hij pionierde met het gebruik van rondgewonden stalen bassnaren, die voor hem werden gemaakt door de firma RotoSound. Op zoek naar een geluid dat door de muzikale razernij van The Who moest snijden, experimenteerde Entwistle met talloze basgitaren. Op het moment van zijn overlijden bestond Entwistles collectie uit meer dan 200 exemplaren. De zoektocht had zijn hoogtepunten op het moment dat Entwistle gebruikmaakte van de bassen van Alembic in de jaren zeventig en de Status Graphite-bassen in de jaren negentig en nul. Dit zijn de gitaren die hij in zijn latere carrière het meest gebruikt heeft. Hij stond sinds de beginjaren van The Who bekend om zijn typerende geluid en zijn virtuositeit als bassist. "Entwistle was eigenlijk de eerste bassist die 'loskwam' van het traditionele boem-boem-ritme", zo zei Pete Townshend (gitarist van The Who) ooit in een interview. Ook Glyn Johns, geluidstechnicus van The Who van onder andere Who's Next was lovend over Entwistle: "Hij speelt zuiver met de zang mee."

"Wat Hendrix voor de gitaar deed, deed Entwistle voor de bas."

## Levensloop

### Jeugd en vroege muziekcarrière
Entwistle werd in 1944 geboren in Chiswick (Londen). Zijn ouders, Herbert en Maude Entwistle, waren beiden muzikanten en scheidden vrij snel na zijn geboorte. Hij was in zijn jeugd veel bij zijn oma en genoot onderwijs op de Acton County Grammar School. Op zijn zevende kreeg de jonge Entwistle al les op de piano en op zijn elfde kreeg hij van zijn vader les in het bespelen van de trompet. Hij sloot zich aan bij het Middlesex Youth Orchestra, waar hij onder andere hoorn leerde spelen. In de vroege jaren zestig speelde hij als tiener in verschillende jazz- en dixielandbandjes, samen met Pete Townshend. Ze speelden onder andere in The Confederates, waarin Townshend banjo speelde en Entwistle hoorn, in The Aristocrats en The Scorpions. Rond 1960 merkte Entwistle op dat de vraag naar bassisten enorm steeg. Hij had nog nooit gitaar gespeeld en maakte zijn eigen basgitaar op zijn grootmoeders eettafel, naar het voorbeeld van de Fender Precision Bass (die hij overigens frette als een Höfner-vioolbas). In de jaren zestig was Roger Daltrey leadgitarist bij de band The Detours, terwijl Entwistle toen nog werkte bij de belastingdienst. Nadat Daltrey Entwistle door de straten had zien sjouwen met zijn basgitaar en versterker vroeg Daltrey Entwistle om in zijn band te komen spelen. Hij deed dit en tipte Townshend als slaggitarist. Nadat er nog wat verschuivingen plaats hadden gevonden binnen The Detours, vond de band zijn uiteindelijke vorm in 1964 met Keith Moon als drummer. Ze hadden hun naam toen al veranderd in The Who.

### Full treble, full volume: The Who

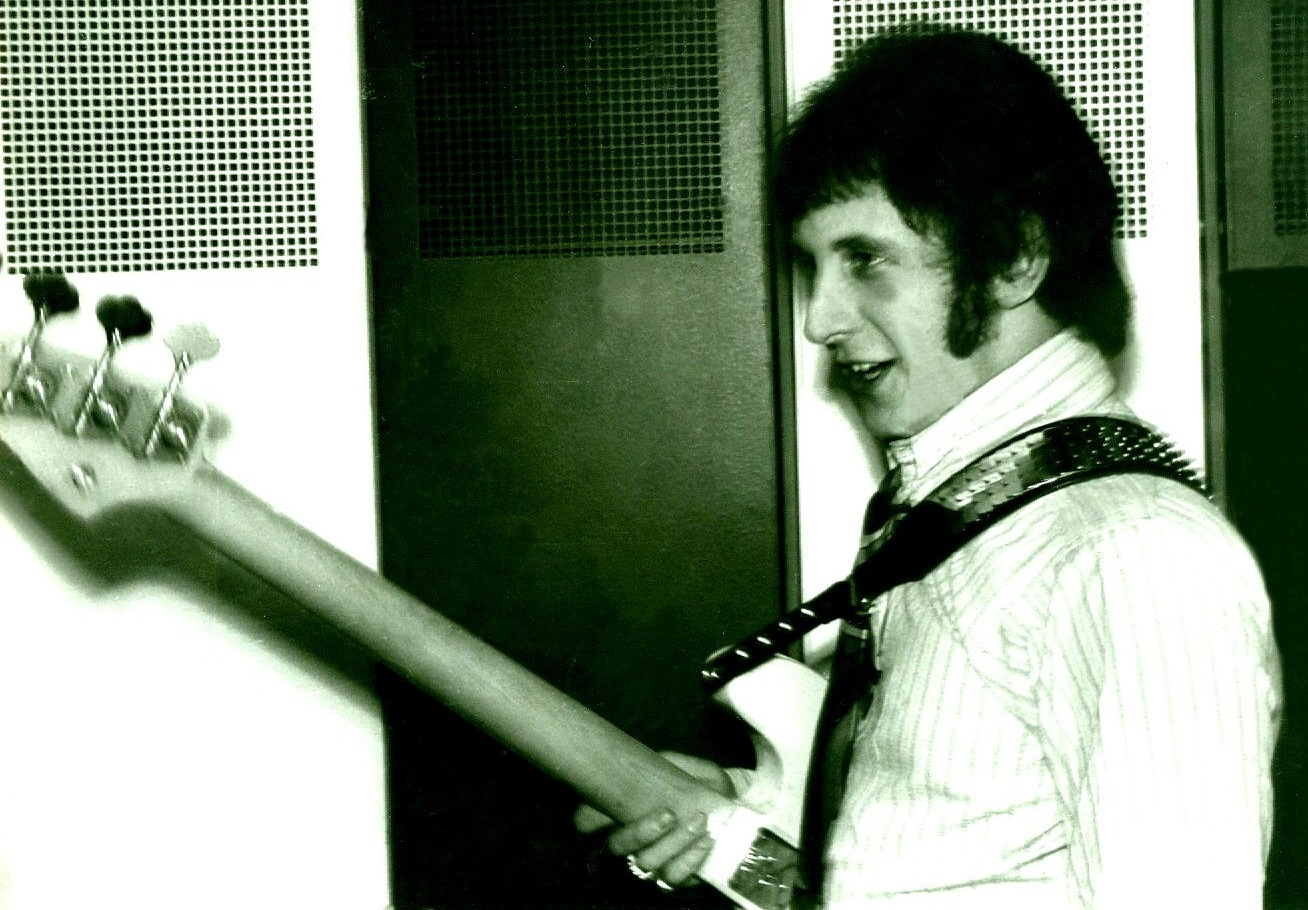
Entwistle met The Who in Ludwigshafen, 1967

In het midden van de jaren zestig was Entwistle een van de eersten die gebruikmaakten van de Marshall-stacks. Pete Townshend merkte later op dat Entwistle begon met het gebruiken van de Marshalls om boven Keith Moons gedrum uit te komen. Townshend moest ze later zelf ook gebruiken om over Entwistles basgeluid uit te komen. Beiden bleven doorgaan met het uitbreiden van en het experimenteren met hun uitrusting, totdat beiden gebruik gingen maken van Twin Stacks met experimentele 200W-versterkers, terwijl de meeste bands gebruikmaakten van 50–100W-versterkers met enkele kabinetten. Dit had op zijn beurt weer een sterk invloed op tijdgenoten van de band, zoals Cream en The Jimi Hendrix Experience, die snel volgden. Ironisch was echter - terwijl zij slechts pionierden, maar op directe wijze bijdroegen aan de ontwikkeling van het 'klassieke' Marshall-geluid, dat hierdoor totaal op hen persoonlijk was afgesteld - dat zij deze uitrusting slechts een klein aantal jaren zouden gebruiken. Entwistle switchte uiteindelijk om naar Sound City/HIWATT in zijn zoektocht naar een perfect geluid, met Townshend in zijn kielzog volgend.
John Entwistle experimenteerde in zijn carrière eveneens met het fenomeen 'bi-amping', waarin de hoge en lage signalen van het basgeluid door gescheiden routes geleid worden, om op deze manier meer controle te krijgen over het werkelijke geluid uit de versterker. Op een gegeven moment was zijn uitrusting zodanig uitgebreid met speakerkabinetten en andere versterkers, dat het liefkozend 'Little Manhattan' genoemd werd.
Het was de bedoeling om Entwistles full treble, full volume-benadering van het basgeluid vast te leggen in de bassolo in  My Generation. Volgens Entwistle was zijn oorspronkelijke intentie om zijn Danelectro-bas voor de solo te gebruiken vanwege diens karakteristieke geluid. Gedurende de derde opnamesessie (tijdens de eerste twee werd de solo niet gespeeld) had Entwistle alle snaren gebroken. Tot zijn schrik bleek geen van de winkels in de buurt Danelectro-snaren te verkopen, zodat hij een tweede Danelectro-basgitaar kocht. De vierde sessie eindigde exact gelijk aan de derde. Volgens Entwistle: "Toen besloten werd om door te gaan met het opnemen van My Generation, zat er voor mij niets anders op dan weer naar de winkel te gaan en een derde Danelectrobas te kopen." Uiteindelijk nam hij gedurende de vijfde sessie een simpelere solo op met een Fender Jazz Bass en een plectrum. Deze bassolo is een belangrijk moment in de rockgeschiedenis omdat het een van de eerste (zo niet de eerste) bassolo's is op een rockplaat. Er bestaat overigens een liveopname van The Who uit deze periode (ca. 1965), waarop Entwistle een Danelectro bespeelt op My Generation om een idee te geven hoe deze solo geklonken zou hebben.
Zelden werd zijn talent in de studio duidelijk vastgelegd op platen. Zoals hij zelf in 1999 zei: "...ik ben een live-performer, ik speel live vijftig keer beter dan in de studio. (...) Als jíj een fout maakt, moeten die vier of vijf anderen in de studio óók opnieuw beginnen." Echter tijdens het optreden van The Who van A Quick One While He's Away (waarin hij de rol van Ivor the Engine Driver vertolkt, 1968) bleek dat Entwistles stijl en sound geheel ontwikkeld was, evenals tijdens de concertopname van Live at Leeds (1970). Tijdens concerten verwisselden Entwistle en gitarist Pete Townshend dikwijls van rol, waardoor Entwistle de nummers opleukte met snelle melodische basloopjes en Townshend voorzag in steunende ritmische akkoorden. Townshend zei vaak dat Entwistle de leadgitarist van de band was, terwijl hij, als ritmisch element in feite de drummer was. Moon aan de andere kant, met al zijn gekrioel rond het drumstel werd door Townshend gezien als een equivalent van een keyboardist. Entwistle zelf vertelde in verschillende interviews (waaronder één met Chris Jisi van Guitar Player in 1989) dat, volgens de moderne standaarden, "The Who geen eigenlijke basgitarist heeft."
Op platen als Who's Next (1971) en Quadrophenia (1973) droeg Entwistle – los van de basgitaar – ook bij aan de nummers door een aantal maal hoorn te spelen en een indrukwekkende kopersectie te creëren. Dit is bijvoorbeeld te horen in de liedjes My Wife en 5:15. Tijdens liveoptredens echter speelde Entwistle zelden op de blaasinstrumenten. In plaats daarvan speelde hij in 5:15 een extreem verlengde bassolo waarmee hij het nummer dichtbij of zelfs voorbij de tienminutengrens bracht.
Toen in de jaren zeventig de punkrock opkwam, kwam The Who in enigszins rustiger vaarwater. Dit gaf Entwistle de tijd om zich wat meer te concentreren op zijn solocarrière, wat resulteerde in vier soloalbums. In 1975 vormde hij zijn eigen groep, genaamd The Ox, naar zijn eigen koosnaam. Tegen het einde van de jaren zeventig, begin jaren tachtig, werd Entwistle gevraagd om de soundtracks van de rockumentaire The Kids Are Alright en de film Quadrophenia te maken, om het oprukkende bootleggen de kop in te drukken.

### Ontwerpen en streven naar perfectie in late muziekcarrière

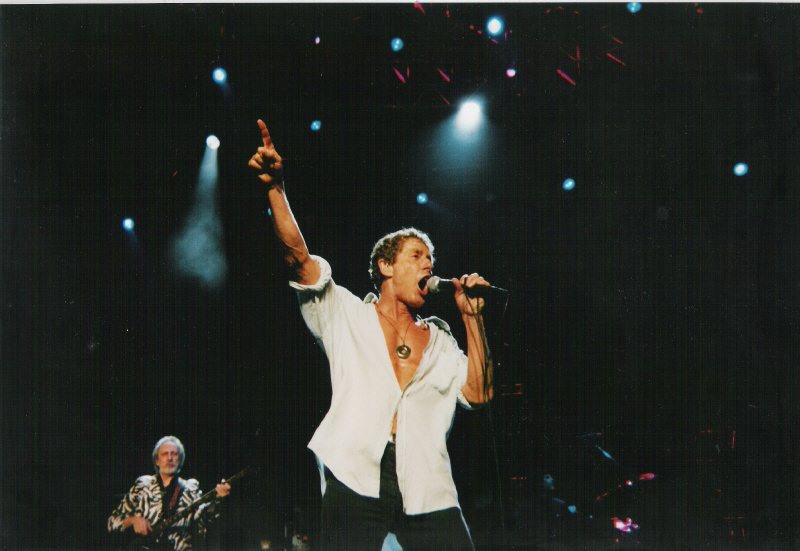
Roger Daltrey met op de achtergrond John Entwistle (2000)

Nadat The Who in 1983 uiteengevallen was, ging Entwistle op zoek naar een nieuwe basgitaar. Na jaren te hebben gespeeld op de Alembics en bekend te zijn geworden met de gebreken van de bassen (luchtvochtigheid in combinatie met het hout en de accu), wilde hij proberen een bas te fabriceren die overeenkwam met zijn wensen qua geluid en looks. Hij benaderde Hans Peter Wilfer, de oprichter en directeur van Warwick Basses, en zij maakten samen het ontwerp, dat zij later in het café "Maggie's" Buzzard doopten. Hoewel het geluid goed was, zocht Entwistle naar meer stevigheid in de bas. Daarom benaderde hij het bedrijf Modulus, die voor hem de hals van de bas in met koolstofvezels verstevigde kunststof goot. Later kwam Entwistle terecht bij de firma Status Graphite, waar hij de Buzzard geheel in dit materiaal liet gieten. Het kostte drie pogingen om hem goed te gieten, maar het resultaat was blijkbaar goed: Entwistle speelde de laatste jaren van zijn carrière alleen nog maar op deze gitaar.
Na een tijd niet meer vast met The Who gespeeld te hebben (de laatste keer was voor de inductie in de Rock and Roll Hall of Fame), vormde Entwistle The John Entwistle Band met zijn boezemvriend, drummer Steve Luongo. Godfrey Townsend (geen 'h', en geen verwant van Pete Townshend) speelde gitaar en was leadzanger. In 1996 ging de band op de Left for Dead-tour met Alan St. Jon op keyboards. Nadat Entwistle de Quadrophenia-tour met The Who in 1996-97 erop had zitten, vervolgde de band de tournee (Left for Dead - the Sequel) in 1998 met Gordon Cotten op keyboards. Na deze tweede reeks optredens, gaf de band een highlights-album uit, genaamd Left for Live.
In 1999 hergroepeert The Who zich weer en gaf - evenals in het daaropvolgende jaar - een lange reeks benefietconcerten in relatief kleine zalen. De tour eindigt echter groots, met een liefdadigheidsconcert in de Royal Albert Hall in Londen voor het Teenage Cancer Trust-fonds, waarvan later een cd/dvd van (onder de naam Live at The Royal Albert Hall - Entwistles laatste op album vastgelegde videobeelden) uitkwam. In 2001 gaf Entwistle samen met The Who tijdens The Concert for New York City in oktober 2001 een concert van vier nummers en in datzelfde jaar speelde hij in Alan Parsons' Beatles tribute show Walk Down Abbey Road In de show verschenen ook Ann Wilson van Heart, Todd Rundgren, David Pack van Ambrosia, Godfrey Townsend op gitaar, Steve Luongo op drums en John Beck op keyboards.
In januari-februari 2002 speelde John zijn laatste concerten met The Who. Deze concerten vonden plaats in Engeland. Het laatste concert was op 8 februari in de Royal Albert Hall.

### Overlijden en postume gebeurtenissen
Entwistle overleed 27 juni 2002 op 57-jarige leeftijd in hotelkamer 658 in het Hard Rock Hotel and Casino in Las Vegas. Zijn overlijden kwam vlak voordat hij een expositie van zijn eigen schilderijen zou openen en één dag voor de geplande eerste show van de tournee van The Who door de Verenigde Staten.
Bij autopsie werd vastgesteld dat Entwistles dood te wijten was aan een hartaanval, veroorzaakt door een niet vastgestelde hoeveelheid cocaïne. Hoewel de dosis in zijn bloedbaan niet groot was, zorgde de drug ervoor dat zijn coronairvaten – die reeds verzwakt waren door zijn jarenlange rookverslaving, medicijn- en drugsgebruik – samentrokken, wat leidde tot de fatale hartaanval.
De uitvaartplechtigheid vond plaats op 10 juli 2002 in Saint Edward's Church in het Engelse Stow-on-the-Wold (Gloucestershire). Hij werd gecremeerd en zijn as is privé begraven. Op 24 oktober 2002 werd te Londen een herdenkingsdienst gehouden in St. Martin-in-the-Fields aan het Trafalgar Square.
Entwistles enorme collectie van gitaren en basgitaren werd bij veilinghuis Sotheby's in Londen door zijn zoon Christopher Entwistle geveild om de erfenisbelasting af te betalen. Joy Division/New Order bassist Peter Hook is een van de mensen die een aantal van Entwistles basgitaren bij de veiling gekocht heeft. Eveneens werden later zijn immense landhuis in Stow-on-the-Wold in de Cotswolds en een groot aantal van zijn zeer persoonlijke bezittingen verkocht om belastingaanslagen te betalen, een ironisch einde omdat Entwistle oorspronkelijk bij de belastingdienst werkte, tot hij ontslag nam toen The Who succesvol werd.

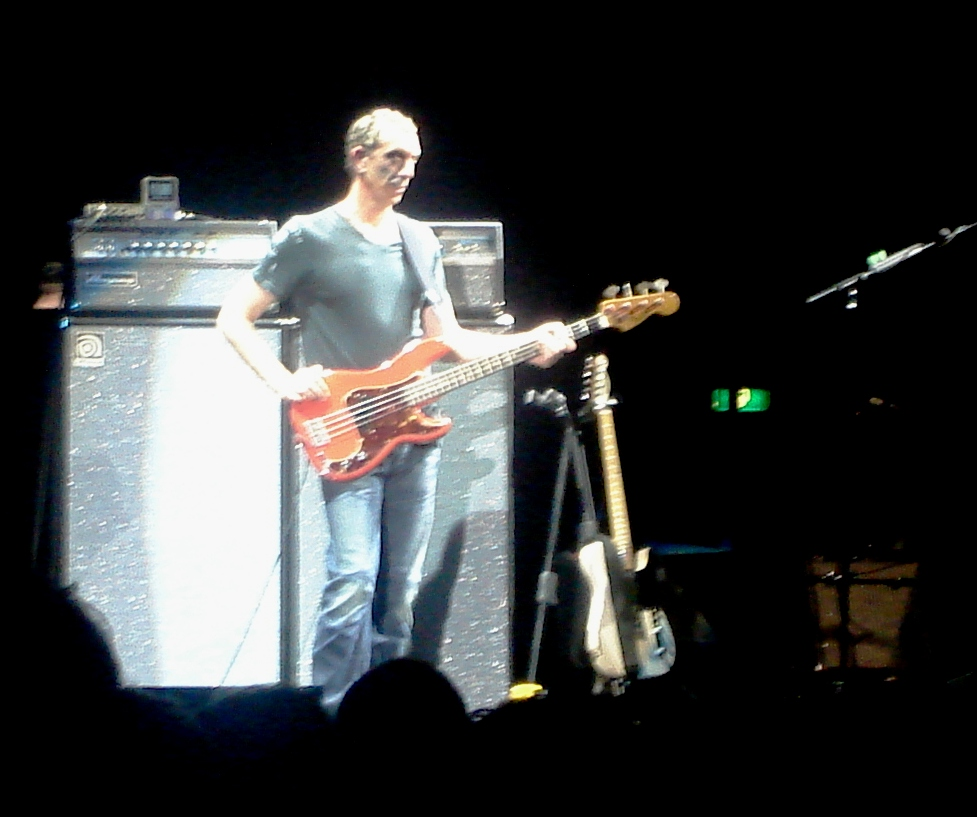
Pino Palladino in 2007

Basgitarist Pino Palladino, die op verschillende van Pete Townshends soloplaten speelde, nam Entwistles taken op het podium over, nadat The Who de tournee door de V.S. volgens de wensen van Entwistles familie voortzette. Pete Townshend en Roger Daltrey, de enige overgebleven Who-leden, hebben interviews gegeven die te bekijken zijn op de dvd The Who Live in Boston. Verder is op die dvd een overzicht te zien van de kunstwerken die hij gemaakt had.
Hoewel The Who, inclusief Entwistle en Moon, met een behoorlijk aantal instrumenten nummers heeft opgenomen, hebben zij altijd gespeeld als een vierkoppige band. Na de dood van drummer Moon, werd niet alleen Small Faces/Faces-drummer Kenny Jones lid van de band - en later vervangen door Simon Phillips en Zak Starkey - maar voegde The Who ook een toetsenist (John "Rabbit" Bundrick) toe aan de liveband. Iets vergelijkbaars gebeurde toen Entwistle overleed: hij werd vervangen door Pino Palladino, en een slaggitarist (Simon Townshend - Petes jongere broer) werd toegevoegd. Simon Townshend nam echter reeds een paar weken vóór de dood van Entwistle deel aan de repetities.

## Stijl en techniek

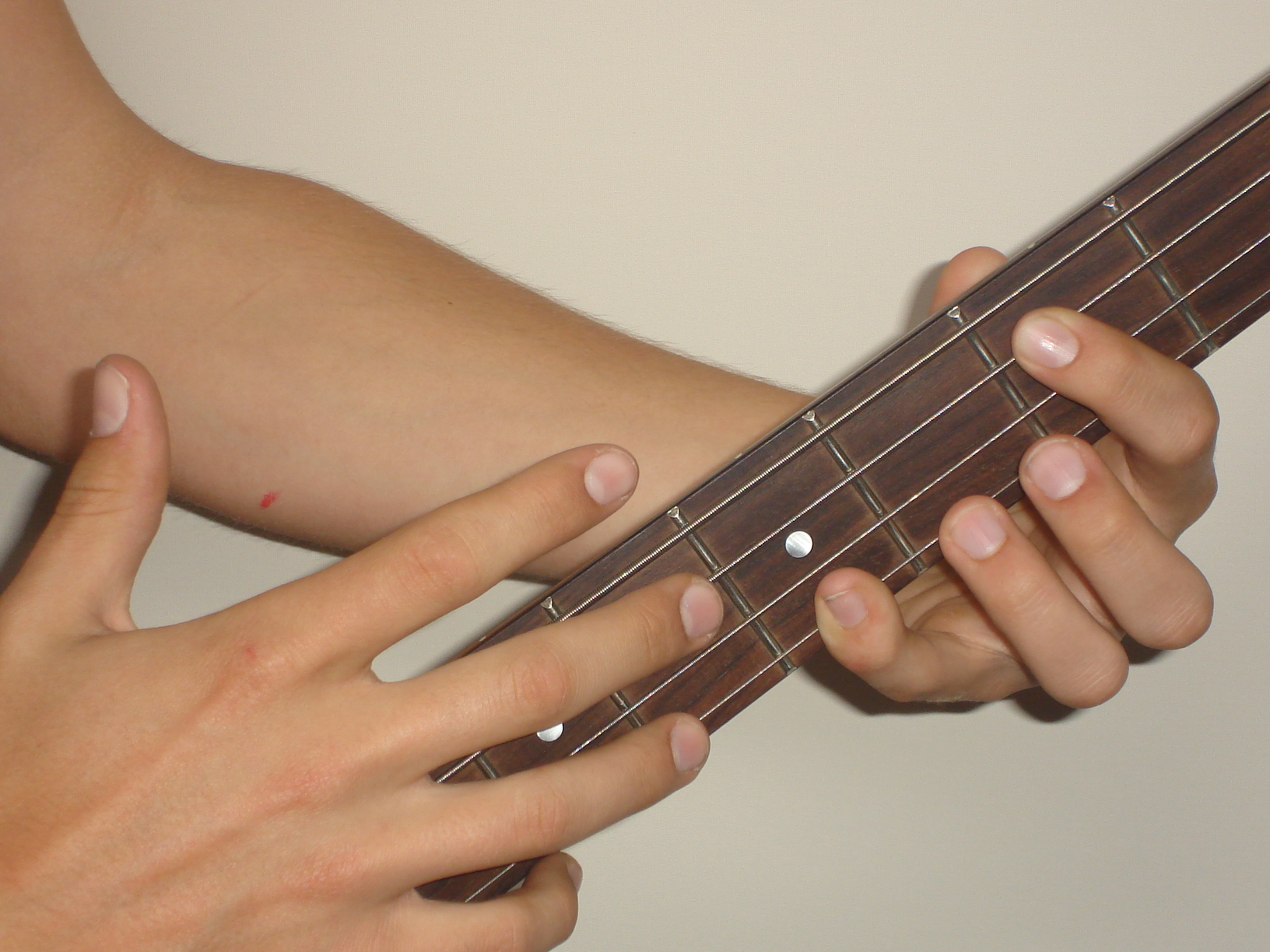
Tapping

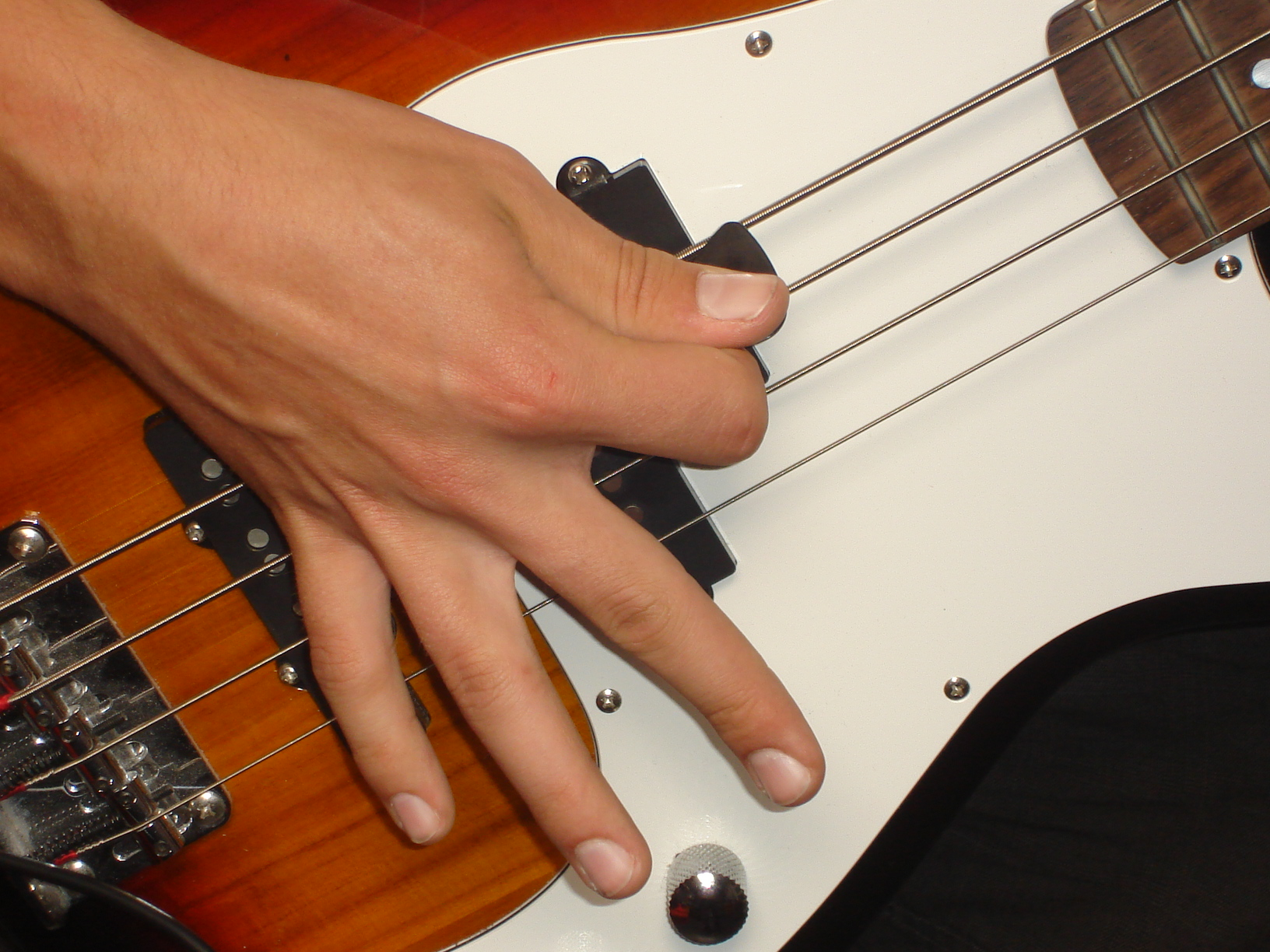
Plectrum, gebalanceerd

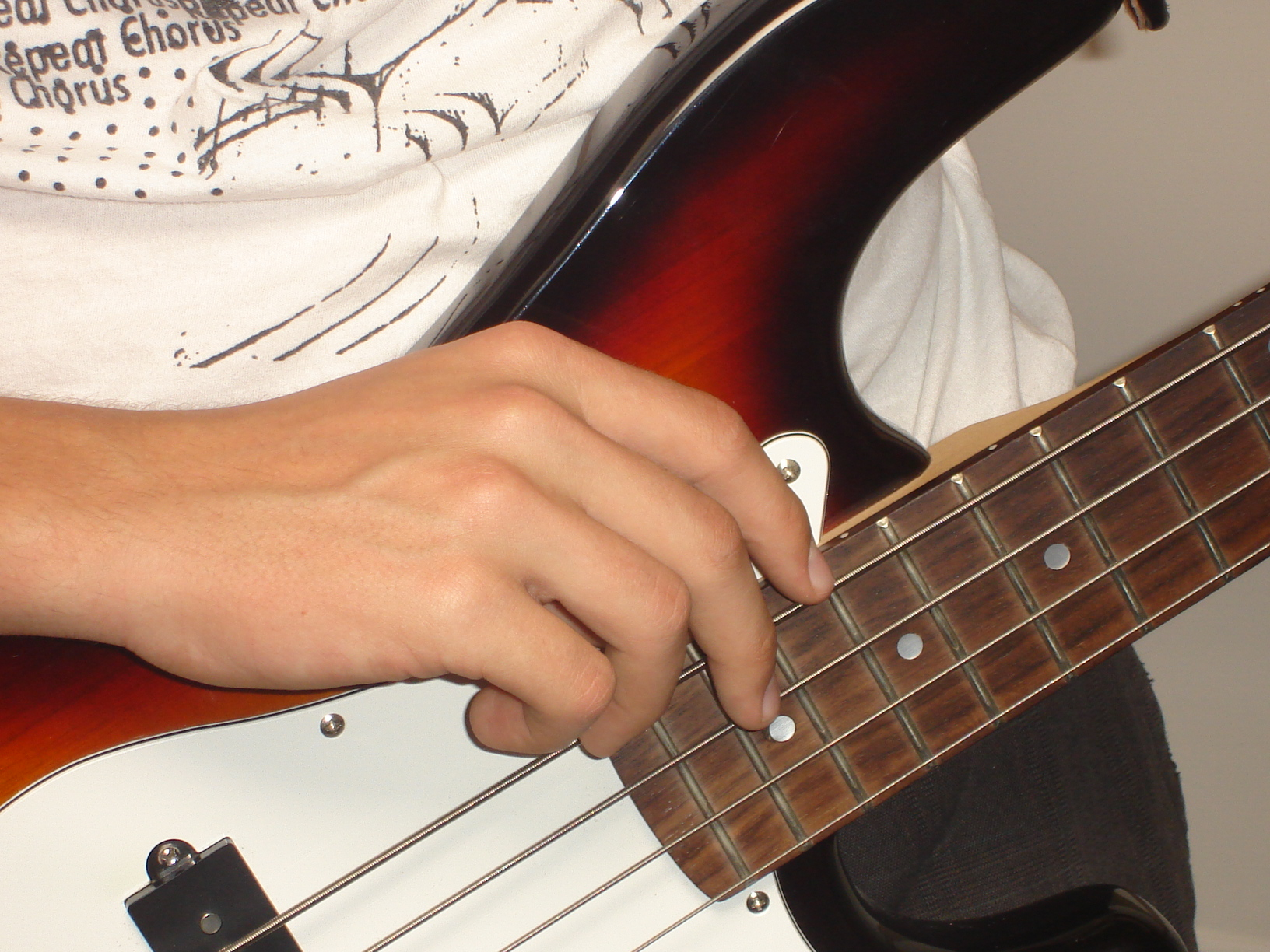
Typewriter-techniek

De techniek die Entwistle gebruikte, varieerde van het gebruik van zijn vingers, plectra en tapping tot het gebruik van harmonischen in zijn basloopjes. Hij verandert zijn manier van spelen tussen de songs door en soms zelfs tijdens de nummers. Zijn vingertechniek bestaat uit het hard omlaag drukken van de snaren en om deze dan los te laten, wat een hoog en twangy geluid produceert. Bij het aanslaan van de snaren met zijn vingers verandert Entwistle zijn duimpositie, door deze te verplaatsen van het element naar de E-snaar en zelfs zijn duim te laten zweven vlak bij dit element. Entwistle heeft verder een aparte plectrum-techniek: hij houdt het plectrum tussen zijn duim en wijsvinger, terwijl de rest van zijn vingers gestrekt worden voor balans.
Entwistle ontwikkelde ook de zogenoemde "typewriter"-techniek. Hierbij legde hij zijn arm op de bovenste 'vleugel' van zijn gitaar (zie de Alembic Explorer en de Buzzard Bass), waardoor hij de vier vingers van zijn rechterhand (de duim wordt niet gebruikt) gemakkelijk boven álle snaren kon houden en deze op een percussieve manier kon bespelen, Hierdoor raakten de snaren de toets, wat een erg karakteristiek geluid gaf. Deze manier van spelen geeft de bassist de mogelijkheid om drie of zelfs vier snaren tegelijkertijd te gebruiken of verschillende vingers op één snaar. Met deze "typewriter"-techniek kon Entwistle passages creëren die zowel percussisch als melodisch waren. Zijn Buzzardbas (en in mindere mate ook de Alembic) was zo gebouwd dat hij met zijn vingers kon 'tappen' op de snaren, alsof hij op een typemachine aan het typen was. Deze manier van gitaarspelen is uniek, staat aan de wieg van verschillende andere technieken, en moet niet verward worden met de hammer-on-techniek van Eddie Van Halen en Stu Hamm, of de slap-techniek van Larry Graham. Een demonstratie van deze manier van bas spelen is te zien op de video genaamd John Entwistle - Master Class, wat zowel een deel is van Arlen Roths Hot Lics-instructievideo's als van Mike Gordons film Rising Low.
In Gordons film wordt goed uitgelicht dat Entwistle alle drie zijn vingers gebruikt gedurende het spelen. Hierdoor kan hij "clusters van noten" creëren in zijn basloopjes, evenals het relatief eenvoudig spelen van triolen.
Wat opvalt aan Entwistles linkerhand is dat hij bij het spelen zijn linkerhand over de frets laat glijden, octaven grijpt, en gebruikmaakt van de pentatonische toonladder.
Entwistle zelf noemde zijn invloeden een combinatie van zijn schoolrepetities op de hoorn, trompet en piano (waardoor zijn vingers een enorme kracht kregen). Muzikanten die hem beïnvloed hebben zijn onder meer rock-'n-roll-gitaristen Duane Eddy en Gene Vincent en verschillende Amerikaanse soul- en R&B-bassisten zoals James Jamerson. Evenals Jamerson, wordt Entwistle geroemd als een pionier op de basgitaar.

## Bijnamen

### The Ox
Hij werd "The Ox" genoemd, niet vanwege zijn grootte of zijn neiging om de hele tijd stil te staan tijdens de live-optredens, maar vanwege zijn sterke lichaamsgesteldheid. Het was zijn schijnbare 'vaardigheid' om "meer te eten, meer te drinken of wat dan ook meer te doen dan de rest van hen". In The Who echter, waarin de gitarist wild met zijn armen zwaait, de zanger continu met zijn microfoon gooit en de drummer om de dag ongeveer zijn drumstel omgooit, was Entwistle de rustigste van het stel. Dit is waarschijnlijk de reden waarom fans hem "The Ox" noemen.

### The Quiet One
In 1981, toen Face Dances werd uitgegeven, verscheen er een nummer van 3:09, getiteld The Quiet One. Het nummer was geschreven door Entwistle zelf en werd ook door hem gezongen. Een karakteriserende zin was: "I ain't quiet, everybody else is too loud", wat visueel gezien een feit was bij een band als The Who. Desalniettemin noemde Bill Wyman, die lange tijd bassist van de Rolling Stones is geweest hem "De stilste man in privécontreien, maar de luidruchtigste man op het podium", wat sloeg op zijn muzikale geweld.

## Discografie

### Songwriter
Entwistles Who-songs verhullen, evenals zijn solomateriaal, een donkere tint van humor, die vaak inconsequent was in vergelijking met Pete Townshends ietwat introspectievere werk. Hoewel Entwistle voor alle Who-albums, met uitzondering van Quadrophenia nummers heeft geschreven, leidde zijn frustratie vanwege het feit dat The Who alles als band opnam (en Roger Daltrey zijn nummers zou zingen) ertoe dat Entwistle als eerste lid van The Who een soloalbum uitbracht, genaamd Smash Your Head Against The Wall (1971).
| Albums Soloalbums 1971 • Smash your head against the wall 1972 • Whistle rymes 1973 • Rigor mortis sets in 1975 • Mad dog 1981 • Too late the hero 1996 • The rock 1996 • King Biscuit Flower Hour presents in concert 1999 • Left for live 2000 • Music from Van Pires Op albums van anderen 1971 • Smiling men with bad reputations (Mike Heron) 1975 • Flash fearless vs the zorg women Parts 5 and 6 ( Alice Cooper e.a.) 1976 • Any road up (Steve Gibbons Band) 1977 • One of the boys ( Roger Daltrey ) 1977 • Fabulous poodles (The Fabulous Poodles) 1977 • Rough mix ( Pete Townshend & Ronnie Lane ) 1978 • Mirror stars (The Fabulous Poodles) 1979 • Framed (Dave Lambert) 1980 • McVicar ( Roger Daltrey ) 1984 • Un autre monde ( Téléphone ) 1985 • Wind in the willows (Eddie Harden, Zak Starkey e.a.) 1985 • You'll never walk alone (Bradford City Disaster Fund) 1989 • The iron man : A musical ( Pete Townshend ) 1991 • When you're a boy ( Susanna Hoffs ) 1994 • Celebration: The music of The Who ( Roger Daltrey ) 1994 • Halfway back from anywhere (Ian Brusby) 1995 • Looks like Ringo, sounds like John (Wiseguys INTL.) 1995 • Ringo Starr and his third all-starr band -Volume 1 ( Ringo Starr e.a.) 1997 • Baptizm of fire (Glenn Tipton & Cozy Powell ) 2001 • The deep end , Volume 1 (Gov't Mule) 2002 • The Pioneers with special guest Pioneer John Entwistle (The Pioneers) 2006 • Edge of the world (als Tipton, Entwistle & Powell) (postuum) | - 1965 - The Ox (instrumentaal Townshend/Moon/Hopkis) - My Generation - 1966 - Boris the spider - A Quick One - 1966 - In the city (Entwistle/Moon) - B-Side van I'm a Boy, 1966 - 1966 - I've been away - B-Kant van Happy Jack in V.K. - 1966 - Whiskey Man - A Quick One - 1967 - Doctor, doctor - B-Kant van Pictures of Lily - 1967 - Heinz baked beans - The Who Sell Out - 1967 - Medac - The Who Sell Out - 1967 - Silas stingy - The Who Sell Out - 1967-68 Someone's coming (zang: Daltrey) - B-kant van I can see for miles in V.K. en van Magic Bus in V.S. - 1968 - Dr. Jekyll and Mr. Hyde - B-kant van Call me Lightning in V.S. en van Magic Bus in V.K. - 1969 - Cousin Kevin (zang: Daltrey-Entwistle-Townshend) - Tommy - 1969 - Fiddle about - Tommy - 1970 - Heaven and hell - Live at Leeds 1970 - 1971 - When i was a boy - B-Kant van Let's see action - 1971 - My Wife - Who's Next - 1974 - Postcard - Odds and Sods - 1975 - Success story - The Who by Numbers - 1978 - 905 - Who Are You - 1978 - Had enough (zang: Daltrey) - Who Are You - 1978 - Trick of the light (zang: Daltrey) - Who Are You - 1981 - The quiet one - Face Dances - 1981 - You (zang: Daltrey) - Face Dances - 1982 - Dangerous (lead vocal by Daltrey) - It's Hard - 1982 - It's your turn (lead vocal by Daltrey) - It's Hard - 1982 - One at a time - It's Hard - 1983 • The best of music and rhythm - 2003 • Songs from the material world - 2005 • So who's the bass player? The Ox anthology |

## Uitspraken
Entwistle werd geroemd om zijn droge humor, hier zijn enkele van zijn uitspraken:
- "We werden later rijk dan ik gedacht had. Nu ben ik te oud om van mijn geld te genieten."
- "God was onze lichttechnicus."

(Over de zon die opkwam en het podium verlichtte tijdens de finale van Tommy op Woodstock in 1969.)
- "Nederland is nat, plat en vol met stonede mensen."

(toen na de introductie van Heaven & Hell; "Niemand weet waar je naartoe gaat na de dood." vanuit het publiek "The Netherlands!" werd geroepen.)
- "Ik wilde gewoon weten hoe het is om een mislukkeling te zijn."

(Waarom hij een solocarrière is begonnen.)
- "Ikzelf, natuurlijk!"

(Wie zijn favoriete bassist was.)

## Trivia
- Judas Priest gitarist Glenn Tipton heeft eveneens materiaal uitgegeven van voor Entwistles dood op zijn solocollectie Edge of the World (2005).
- In 2000 werd John Entwistle benoemd door Guitar Magazine als "Bass Player of the Millennium".
- In 2004 werd Entwistle door het tijdschrift Rolling Stone Magazine postuum uitgeroepen tot beste bassist ooit.